# Gilbert Wong

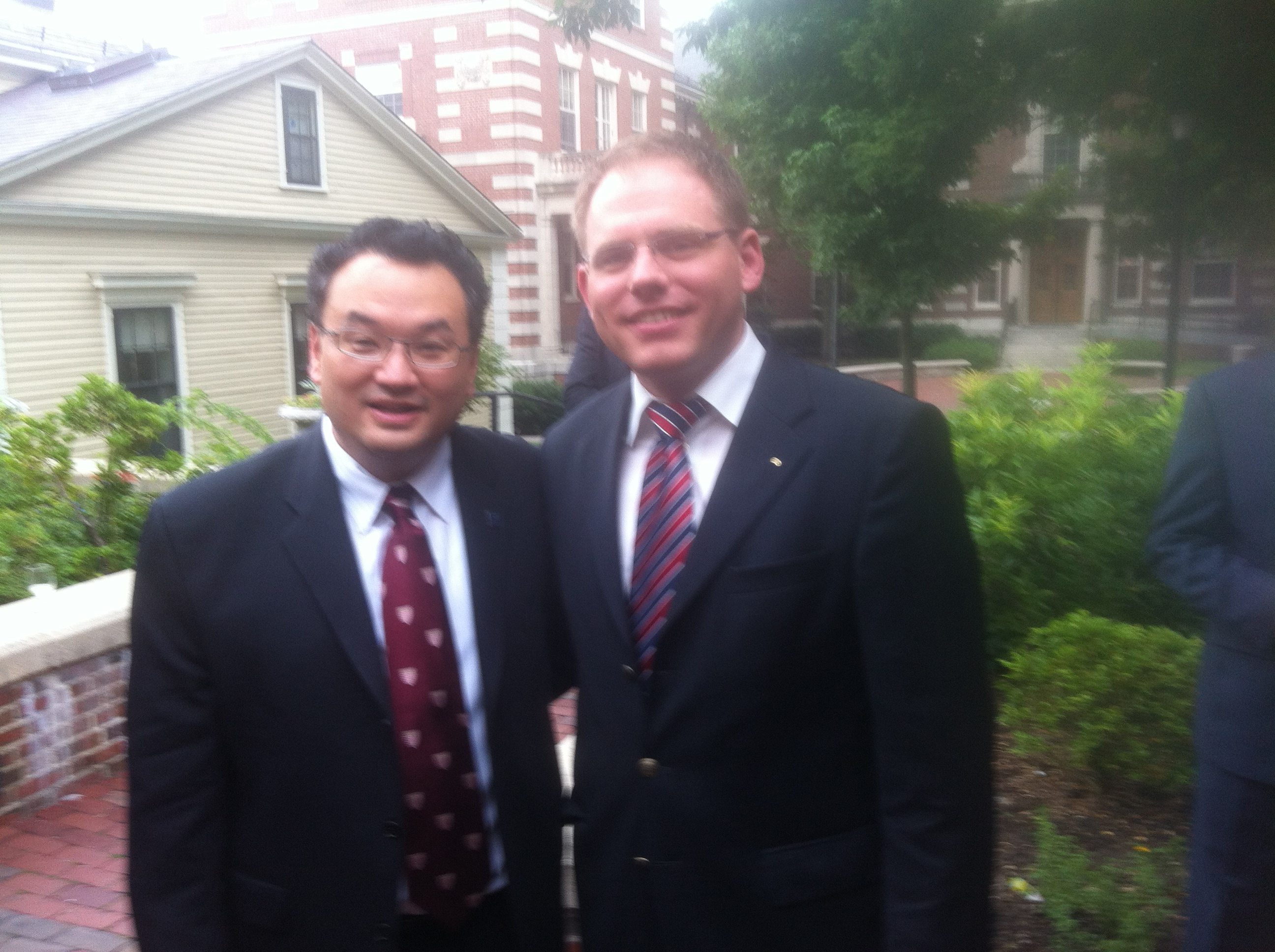
Gilbert Wong mit dem Bürgermeister Christoph Meineke an der Harvard University, 2012

Gilbert Wong  ist ein US-amerikanischer Kommunalpolitiker der Demokratischen Partei. Er ist Bürgermeister der kalifornischen Stadt Cupertino. Seit 2007 ist er dort Mitglied im Stadtrat. Im Jahr 2011 führte er die Amtsgeschäfte als Bürgermeister der im Silicon Valley gelegenen Stadt. In Wongs Amtsjahr fielen die Verhandlungen mit Steve Jobs zur Ansiedlung des Apple Campus 2 (Mothership) im Juni 2011. Das Unternehmen wurde im Jahr 1976 dort gegründet; das neue Unternehmensareal soll Mitte des Jahres 2016 fertiggestellt sein.